# LOVERS 恋愛アンソロジー
『LOVERS 恋愛アンソロジー』（ラバーズ れんあいアンソロジー）は、日本の短編恋愛小説のアンソロジー、またそれを原作としたテレビドラマ。

## 概要
2001年6月に『LOVERS』として祥伝社から刊行され、2003年9月に祥伝社文庫版が『LOVERS 恋愛アンソロジー』と改題して刊行された。
恋愛をテーマとした短編小説9篇のオムニバス作品集である。
- 収録作品
  - 江國香織 「ほんものの白い鳩」
  - 川上弘美 「横倒し厳禁」
  - 谷村志穂 「キャメルのコートを私に」
  - 安達千夏 「ウェイト・オア・ノット」
  - 島村洋子 「七夕の春」
  - 下川香苗 「聖セバスティアヌスの掌」
  - 倉本由布 「水の匣」
  - 横森理香 「旅猫」
  - 唯川恵 「プラチナ・リング」

## テレビドラマ
2003年1月3日、TBS系列にて23:45 - 0:45に単発スペシャルドラマ『LOVERS』として放映された。

### BITTER SIDE：「聖セバスティアヌスの掌」
- キャスト
  - 則子：常盤貴子
  - 百合也：更科有哉
  - 筒井真理子
  - 甲本雅裕
  - 横山幸彦
- スタッフ
  - 脚本・監督：豊川悦司

### SWEET SIDE：「キャメルのコートを私に」
- キャスト
  - ミオ：池脇千鶴
  - マサコ：小雪
  - 松尾政寿
  - 武田航平
  - まきこ
  - 梶谷麻斐
  - 新井由理
- スタッフ
  - 脚本・監督：源孝志

### 共通スタッフ
- 製作：TBS、NAVI
- プロデュース：志岐誠（NAVI）、小玉滋彦（TBS）
- 協力：八峯テレビ、フジアール、FLT、IMAGICA